# クリスチャン・シオニズム

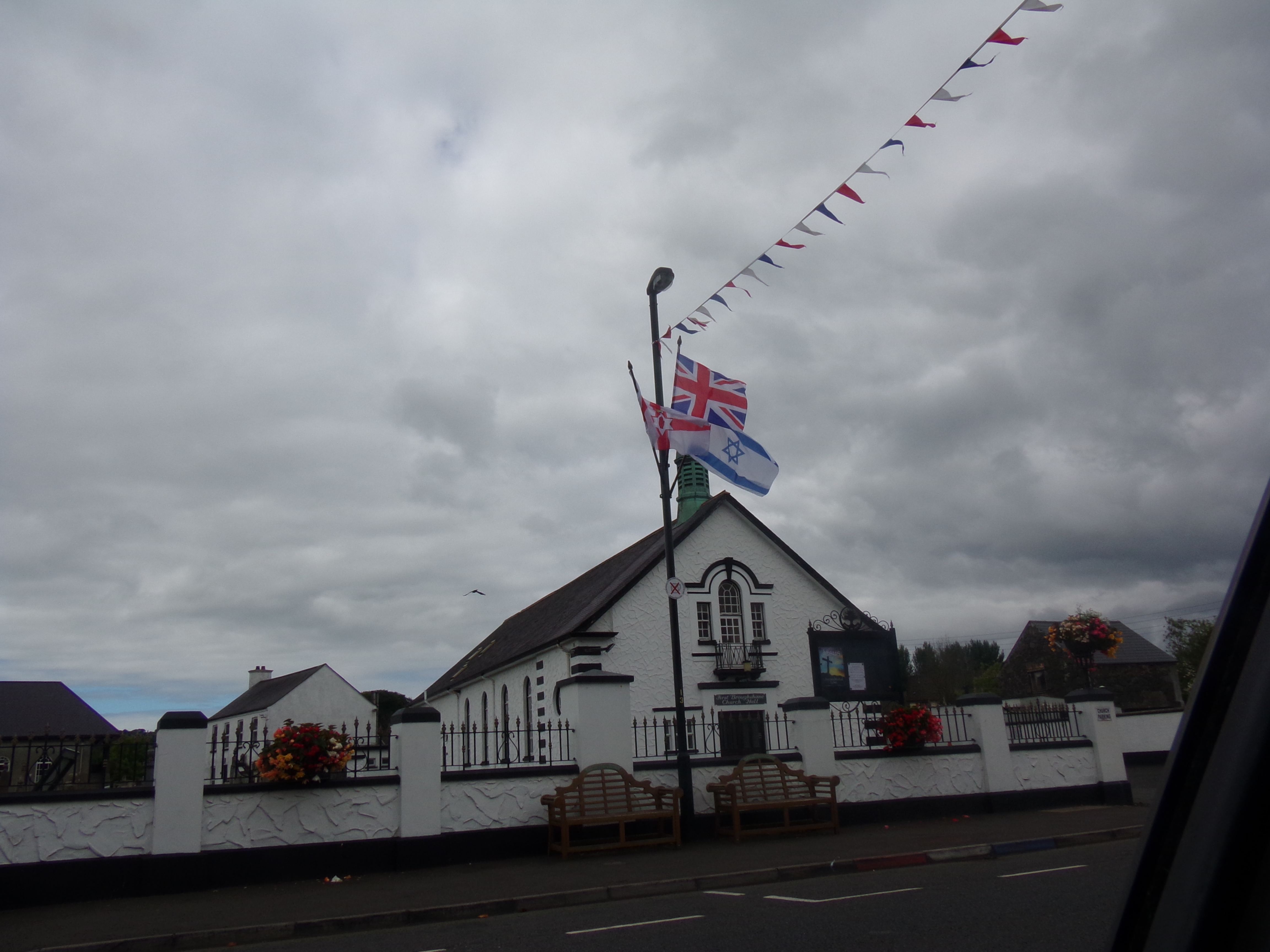
ユニオンフラッグ・アルスターの旗と共にイスラエル旗を掲げる北アイルランドのユニオニストの教会

クリスチャン・シオニズムは、神がアブラハムと結んだ「アブラハム契約」に基づき、シオン・エルサレムがアブラハムの子孫に永久の所有として与えられたとするキリスト教の教理の一つ。全教派で認められている・信じられている訳ではなく、むしろ信じている者は一部であり、キリスト教プロテスタントの福音派の一部や、ドイツルーテル教会のマリア福音姉妹会、末日聖徒イエス・キリスト教会などで信じられている教理である。この教理を信じる人をクリスチャン・シオニストと呼ぶ。近代シオニズムは、19世紀後半頃からアメリカのディスペンセーション主義の神学者達が主張するようになった。
この立場では、イスラエル（パレスチナ）を神がユダヤ人に与えた土地と認める。さらに、イスラエル国家の建設は聖書に預言された「イスラエルの回復」であるとし、ユダヤ人のイスラエルへの帰還を支援する。キリストの再臨と世界の終末が起こる前に、イスラエルの回復がなされている必要があると考え、イスラエルの建国と存続を支持する。

## 教理の根拠とされる聖書の箇所
以下に挙げる箇所はクリスチャン・シオニズムの主張に拠るものであり、キリスト教の全教派・全思潮において、以下のような釈義が行われる訳ではない。
アブラハム契約と呼ばれる。神がアブラハムの子孫に与えたと聖書に書かれている土地は次の通りである。
聖書には神はアブラハムの子孫にイスラエルの地に関する永久の所有権を与えたとする記述がある。

## 日本におけるクリスチャン・シオニズムの祈り
神が中田重治監督に与えたとされる「イスラエルの回復のために祈れ」とのビジョンに従って、基督聖協団の森五郎らは、イスラエル再建前の1931年からイスラエルの回復を祈り続けてきた。その娘谷中さかえは、1948年のイスラエル共和国の成就の報を聞き、涙を流してイエスの名を讃えた。

## シオニズムの歌
詩篇137篇「バビロンの川のほとり、そこで、私たちはすわり、シオンを思い出して泣いた。」や、黄金のエルサレム、イスラエル国歌ハティクバがシオニズムの歌である。これらは、クリスチャン・シオニストの聖会で歌われる。

## クリスチャン・シオニズムの活動
ルベン・ドロンはユダヤ人がイスラエルに帰還（アリーヤー）することによって、イスラエルの地は祝福されると教えている。トム・ヘスはアメリカは現代のバビロンであるので、アメリカ在住のユダヤ人はアメリカを脱出してイスラエルに帰還するように呼びかけている。グスタフ・シェラーは、イスラエルへのユダヤ人帰還運動、「出エジプト作戦」を展開している。

## 議論
ユダヤ人入植地（入植反対者による「占領地」）のパレスチナ人への「返還」には反対の立場を取り、エルサレムの分割統治にも反対の立場を取る。
反対者からは、パレスチナ和平の障害となる、と言われる政治勢力であるが、イスラエル・アメリカ政界では有力な圧力団体や票田の一つであり、イスラエルの「リクード党」や「シャス」等右派・宗教政党の主張とも親和性が強く、アメリカの歴代大統領によってユダヤ・キリスト教というキリスト教の価値観との繋がりを強調する言葉がたびたび使用されている。キリスト教右派の支持を受けたジョージ・W・ブッシュ第43代アメリカ合衆国大統領がユダヤ人を選民と発言した際はアラブ人の反発を招いてる。
キリスト教再建主義の富井健は、イスラエルに関する正しい理解は、ディスペンセーション神学ではなくピューリタン神学に求めるべきであるとし、イスラエルの回復を主張した神学者として、トマス・アクィナス、ジャン・カルヴァン、アイアン・H・マーレイ、ウィリアム・パーキンス、J・ファン・デン・ベルク、ウィレム・ヴァンゲメーレン、ファン・デン・ベルク、ジョナサン・エドワーズ、チャールズ・ホッジ、チャールズ・スポルジョン、C.E.B.クランフィールド、ジョージ・E・ラッド、カール・ラーナー、ユルゲン・モルトマン、ヘルマン・リッダボス、ジョン・マーレー、ミラード・エリクソン、ウェイン・グルーデムを紹介している。

## 著名なクリスチャン・シオニスト
- ドワイト・ライマン・ムーディー（アメリカの大衆伝道者）
- サイラス・インガスン・スコフィールド（アメリカの神学者）
- ウィリアム・ユージン・ブラックストン（アメリカの神学者）
- ルイス・スペリー・シェイファー（アメリカの神学者、ダラス神学校の創設者）
- 中田重治（日本のホーリネス教会の指導者）
- バジレア・シュリンク（ドイツ・ルーテル教会のマリア福音姉妹会の創設者）
- ジョナサン・カーン（アメリカのユダヤ人牧師、作家）
- ブルース・イビンズ（アメリカの微生物学者であり、アメリカ炭疽菌事件の首謀者。犯行自体はイスラム過激派によるものに見せ掛けた）
- クラーク・クリフォード（アメリカのハリー・S・トルーマン政権の法律顧問であり、イスラエルの建国承認で重要な役割を果たし、クリスチャン・シオニストを自称した[11]）
- スティーブン・バノン（アメリカの第1次ドナルド・トランプ政権の元首席戦略官で、クリスチャン・シオニストを自称した[12]）
- ピート・ヘグセス（アメリカの第2次ドナルド・トランプ政権の国防長官で、テレビ司会者。シオニズムと十字軍の復活への支持を公言し[13]、就任の際はクリスチャン・シオニストであると抗議された[14]）